# اختبر نفسك غوا

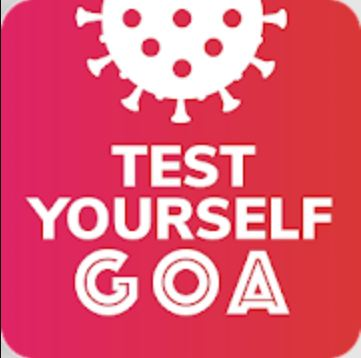
شعار التطبيق

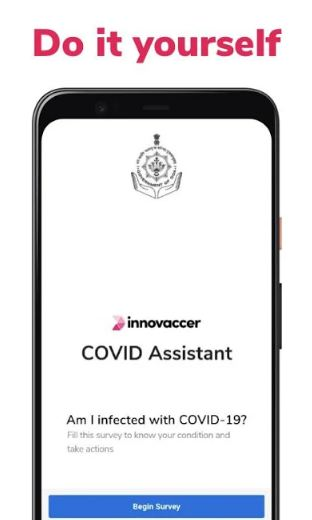
صفحة غلاف التطبيق

اختبار نفسك في غوا Test Yourself Goa هي أداة تقييم ذاتي أطلقتها ولاية غوا الهندية لمساعدة الأشخاص على تحديد ما إذا كانوا مصابين بفيروس كوفيد-19 دون زيارة طبيب أو مستشفى. أصبحت غوا أول ولاية هندية تطلق أداة تقييم ذاتي لـ COVID-19. أقامت حكومة جوا شراكة مع شركة Innovaccer، وهي شركة تحليلات الرعاية الصحية الأمريكية، لتطوير الأداة.